# Gennaro Tescione
Gennaro Tescione (Caserta, 1916 – Rodi, 9 dicembre 1943) è stato un militare italiano.
Ufficiale di complemento del Regio Esercito assegnato al Comando superiore dell'Egeo (Egeomil) di Rodi, prese parte alle azioni contro le truppe tedesche dopo la proclamazione dell'armistizio l'8 settembre 1943. Una volta catturato tentò due volte di fuggire dal campo di internamento, e preferì suicidarsi piuttosto che essere deportato in Germania. Fu insignito della medaglia d'oro al valor militare alla memoria.

## Biografia
Nacque a Caserta nel 1916, e dopo aver frequentato il Liceo classico "Pietro Giannone" si laureò in giurisprudenza. Iniziato ad esercitare l'attività di avvocato fu chiamato a prestare servizio militare nell'agosto del 1939. Dopo un breve periodo trascorso a Barletta, fu trasferito a Rodi con il grado di tenente di complemento, assegnato al 10º Reggimento della 50ª Divisione fanteria "Regina". Come addetto all'Ufficio servizio del Comando superiore dell'Egeo, retto dall'ammiraglio Inigo Campioni, dopo la proclamazione dell'armistizio dell'8 settembre 1943 operò in qualità di ufficiale di collegamento nelle azioni di resistenza alle truppe tedesche, finche non fu catturato e imprigionato. Tentò per ben due volte, senza successo, di fuggire dal campo di internamento e quando arrivò il momento delle deportazione in un campo di concentramento in Germania preferì suicidarsi. Nel 1947 fu insignito della medaglia d'oro al valor militare alla memoria, massima onorificenza italiana. Le città di Caserta e Fiumicino ne hanno onorato la memoria dedicandogli una via, mentre il 7 giugno 1949 il Liceo Classico "Pietro Giannone" di Caserta gli ha intitolato un'aula storica, così come il "Convitto nazionale" di Napoli gli ha intitolato l'aula di informatica. Nel 1968 gli fu intitolato l'ospedale militare di Caserta.

### Annotazioni
1. ↑  A Rodi frequentò la comunità ebraica mentre erano già entrate in vigore le leggi razziali, e inoltre come avvocato difese le “Camicie azzurre”, alcuni cittadini greci accusati di tramare contro l'Italia.

### Fonti
1. ↑   50ª Divisione di fanteria "Regina", su regioesercito.it. URL consultato il 18 gennaio 2016.
2. ↑  Levi 1993, pp. 3-4.
3. ↑  Quirinale - scheda